# Virgen del Rocío
La Virgen del Rocío, también conocida como la "Blanca Paloma" o la "Reina de las Marismas", es una advocación mariana que se venera en el santuario de la aldea de El Rocío (Almonte, Huelva), además de ser patrona de dicho municipio. Fue coronada canónicamente en 1919, con bula de Benedicto XV.
La Romería del Rocío tiene lugar en mayo o junio, al tiempo de Pentecostés. Fue clasificada en 1965 como Fiesta de Interés Turístico Nacional y en 1980 Fiesta de Interés Turístico Internacional. Ha experimentado un gran crecimiento desde mediados del siglo XX.
En su festividad, se congregan en El Rocío cientos de miles de devotos de la región. Es una fiesta que une al carácter religioso el folclórico, el ambiental y el lúdico. Ha sido considerada una de las manifestaciones populares más relevantes de España.

## Historia

### Baja Edad Media
Alfonso X conquistó Almonte en la segunda mitad del siglo XIII y desde 2016 tiene allí una estatua conmemorativa. Según el académico Juan Infante Galán debió ser este monarca el que levantó la ermita a la Virgen en un paraje conocido como Las Rocinas.
En el Archivo Ducal de Medina Sidonia de Sanlúcar de Barrameda se conserva un deslinde de 1335 donde está la primera referencia por escrito a Santa María de las Rocinas.
El Libro de la montería de Alfonso XI, datado entre 1342 y 1350, dedica sus siete últimos capítulos a los lugares de caza de Andalucía. Menciona en el entorno de Niebla "una tierra que dicen de las Rocinas" y añade que los mejores sotos son los que se encuentran "cabo una iglesia que dicen Sancta María de las Rocinas".
En 1349 una vecina de Niebla, Urraca Fernández, dejó en su testamento dos maravedís para una obra en Santa María de las Rocinas.
En 1388 consta que existía una cofradía de monteros (cazadores) de Mures (el actual municipio de Villamanrique de la Condesa) en torno a Santa María de las Rocinas.

### SigloXVI
En 1574 se fundó el Convento de la Victoria de Jesús y María, de los frailes mínimos, en Almonte.
El sevillano Baltasar Tercero redactó su testamento en Perú el 11 de febrero de 1587. En él dejaba 2000 pesos para la institución de una capellanía en "La Rosina" a cargo de Juan Pinto, cura y vicario de la villa de Almonte.
Lo que él no sabía era que ese mismo año de 1587 el duque de Medina Sidonia instituyó una capellanía en esa ermita, dejando como capellanes a los mínimos de Almonte. No obstante, en 1590 el duque de Medina Sidonia decidió dejar la capellanía de Las Rocinas y nombró al fraile mínimo Francisco de Henares para que fuese su capellán privado en Sanlúcar de Barrameda.
Baltasar Tercero falleció en 1594 en Lima. Su hija, Inés de Torres, que vivía en Sevilla, inició un pleito por la herencia de su padre, que se resolvió en 1597. Según la sentencia se constituiría la capellanía pero se le concedería a Inés una renta de cien ducados al año durante cinco años. Finalmente, el 10 de abril de 1598 se instituyó la capellanía, con el vicario Juan Pinto y el capellán Juan Pavón.
A pesar de que la capellanía fuese instaurada por el indiano Baltasar Tercero, el Ayuntamiento de Almonte dejó claro en repetidas ocasiones que era el propietario de la ermita y de la imagen titular.

### SigloXVII

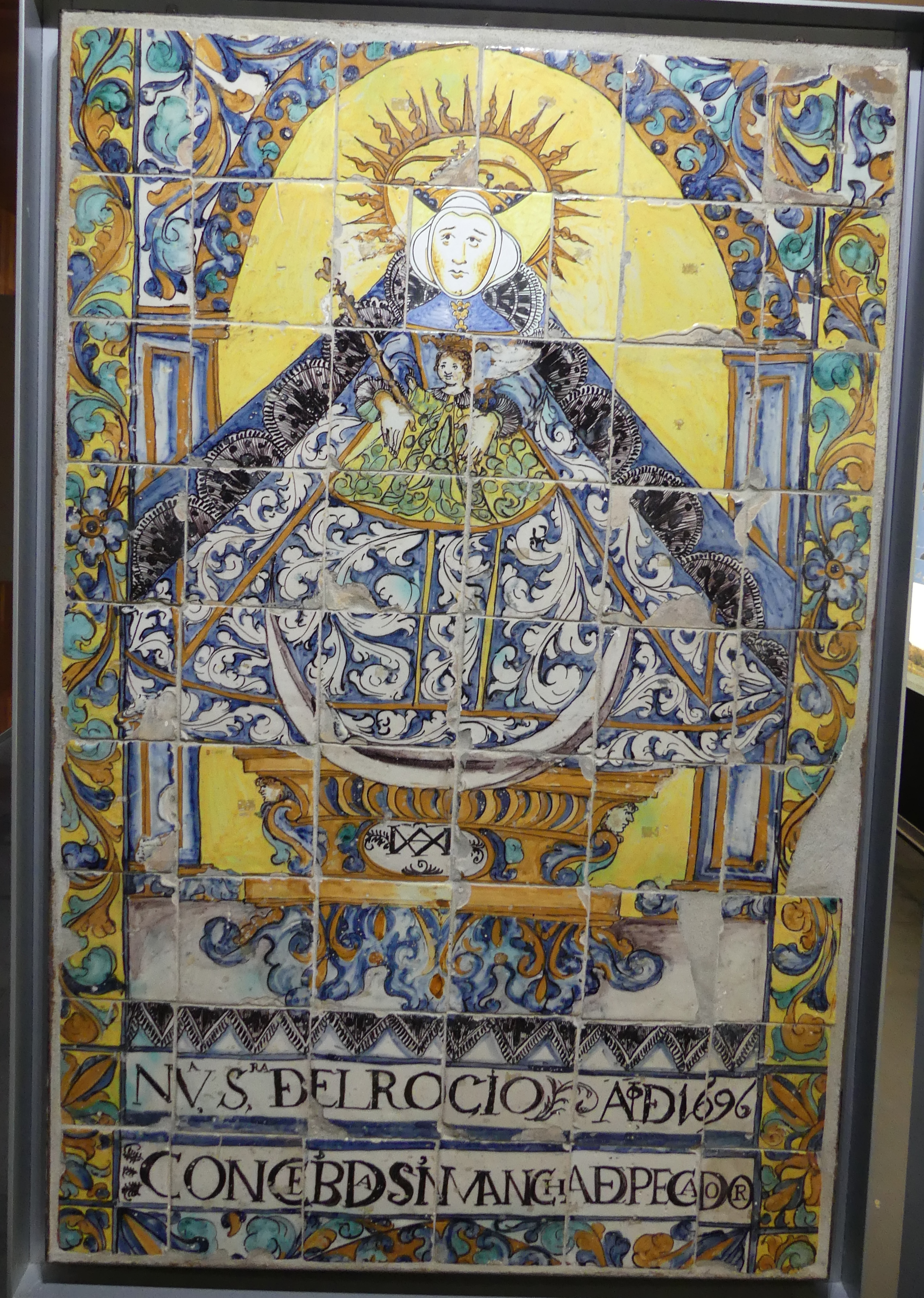
Azulejo de la Virgen del Rocío de 1696. Museo Tesoro en el interior de la ermita.

En 1607 hay constancia de un traslado de la Virgen del Rocío desde su ermita, a las afueras, hasta el núcleo urbano de Almonte para pedirle por el fin de una sequía. Desde entonces hasta el 1900 hay documentados veinticuatro traslados por este motivo. En 1738 la Virgen fue trasladada a Almonte tres veces: en enero, abril y mayo.
La primera vez que se encuentra referida por escrito con la palabra "Rocío" es en un documento del Ayuntamiento de Almonte del 25 de abril de 1653, que dice lo siguiente:

será justo que se haga un novenario de misas cantadas a Ntra. Sra. del Rocío, amparo y remedio de esta Villa [...] y remedie nuestras necesidades y nos de su Rocío para que la cosecha sea muy colmada

El 29 de junio de 1653 el concejo, justicia y regimiento de la villa de Almonte, así como el clero parroquial, firmaron el voto de patronazgo de la Virgen del Rocío. Desde esta fecha esta advocación se celebró el 17 de septiembre, día del Dulce Nombre de María.
En 1658 se alojó en Almonte un tercio de irlandeses comandado por el maestre de campo Gualterio Dongan para luchar en la guerra contra Portugal. Los 175 irlandeses se comportaron de forma vandálica, lo que motivó que los vecinos pidieran al duque de Medinaceli que se trasladasen a otro lugar. Debido a esto, este año la fiesta no se celebró.
El 15 de septiembre de 1659 consta que no se había encontrado predicador para la fiesta y esta se aplazó hasta el día del Patrocinio de la Virgen María, que se celebraba en noviembre.
El 10 de noviembre de 1659 renunció el capellán Juan Ramírez y el ayuntamiento resolvió por unanimidad que los mínimos volviesen a hacerse cargo del culto en la ermita.
La fiesta del Rocío de los años 1665, 1666 y 1667 no se celebró porque la villa no tenía presupuesto. En esta época, debían costear el alojamiento de los tercios, que pasaban por la zona para la guerra contra Portugal. Este conflicto bélico terminó en febrero de 1668.
En 1670 la fiesta de la Virgen del Rocío pasó a celebrarse en la Pascua del Espíritu Santo.
El 29 de octubre de 1670 el ayuntamiento nombró al capellán Juan Díaz para sustituir a los mínimos en el culto de la ermita.
El primer azulejo conservado de la Virgen del Rocío data de 1696. Se encuentra en el museo del santuario.

### SigloXVIII
El 24 de junio de 1724 las hermandades del Rocío de Almonte, Villamanrique de la Condesa, Pilas, La Palma del Condado, Moguer y Sanlúcar de Barrameda firmaron, en este orden, una "concordia" en la ermita, según la cual todas están integradas en una única cofradía, cuya jurisdicción laica es ostentada por el concejo, justicia y regimiento de Almonte, que ostenta el patronazgo. También se establece que la Cofradía de Almonte organizaría la preeminencia según la antigüedad de cada una en los actos y que perderían esa antigüedad si no asistían a la festividad durante dos años seguidos por cualquier motivo o durante uno sin justificar.
Ya en 1724 se denominaba a la ermita como Real Santuario.
Las hermandades del Rocío de Rota y El Puerto de Santa María se incorporaron antes de 1758, pero dejaron de asistir posteriormente y perdieron sus puestos. Rota se reincorporaría en 1978 y ocupa el número 52, mientras que El Puerto de Santa María se reincorporó en 1959 y es la número 32.
En 1753 el Ayuntamiento de Almonte acordó adquirir un retablo dorado al Convento de Santa María de los Reyes de Sevilla para la ermita del Rocío.
El grabado más antiguo de la Virgen del Rocío fue realizado en 1754 por Alonso Tello.
El terremoto de Lisboa de 1755 dejó la ermita en ruinas. La Virgen del Rocío fue trasladada a la Parroquia de Almonte. Las obras de la nueva ermita terminaron en 1760 y la Virgen fue trasladada de nuevo a la misma.
En 1758 se aprobaron canónicamente las reglas de la Hermandad de Almonte.
Entre 1764 y 1765 se adquirió un nuevo retablo para la Virgen del Rocío, atribuido a Cayetano de Acosta, donde estuvo la imagen hasta 1963.
Entre 1766 y 1767 tuvo lugar un pleito entre las hermandades del Rocío de Villamanrique y Pilas sobre el orden y preeminencia en la fiesta, que se resolvió en favor de la primera.
En 1789 se instalaron las primeras familias en El Rocío, constituyendo una aldea agraria. En 1799 la hermandad de Rota construyó su casa hermandad en esta aldea.

### SigloXIX
En 1810, durante la Guerra de la Independencia, la villa de Almonte llevó a cabo actos resistencia contra los franceses pero se libró de ser destruida. Los almonteños se habían encomendado a la Virgen del Rocío y, en agradecimiento, en 1813 la hermandad, la parroquia y el ayuntamiento hicieron un voto que incluye la misa y el rezo del rosario en El Rocío en agosto. Esto fue conocido como la Función Chica, para diferenciarlo de la fiesta que tenía lugar en mayo o junio. En la segunda mitad del siglo XIX pasó a conocerse como Rocío Chico.
En 1813 se fundó la Hermandad del Rocío del barrio sevillano de Triana. Desde ese año recorre un camino que discurre por la calle Castilla de Sevilla, antigua carretera de Sevilla a Huelva, carretera de Castilleja de la Cuesta a Villamanrique de la Condesa, cañada mayor de las Islas, colada de Triana a Villamanrique, cordel del camino de los Playeros, cordel de los Isleños, Raya Chica y Raya Real.
En 1814 se fundó la séptima hermandad filial del Rocío, la de Umbrete.
En el primer tercio del siglo XIX pasó a llamarse "romería" al  acto de ir a El Rocío en su fiesta y, en la década de 1840, dejó de hablarse de la Pascua del Espíritu Santo para pasar a hablarse de Pentecostés.
A mediados del siglo XIX la aldea de El Rocío contaba con 35 chozas. Entre las zonas conocidas como el Real y el Acebuchal, construyeron sus casas hermandad otras filiales: Sanlúcar de Barrameda en 1844, Villamanrique de la Condesa en 1846, Pilas en 1851, Moguer en 1853 y La Palma del Condado en 1858. En 1855 se construyó también un ruedo para lidiar toros.
En 1849 se fundó la Hermandad de Coria del Río, que es la única que ha sido amadrinada por la Hermandad Matriz de Almonte.
El duque de Montpensier y su esposa, la infanta María Luisa Fernanda de Borbón, estuvieron presentes en junio de 1851 en Pentecostés en el santuario del Rocío y en la procesión y fueron nombrados hermanos mayores perpetuos de la Hermandad Matriz de Almonte desde entonces. Visitaron con frecuencia a la Virgen del Rocío durante las décadas de 1850 y 1860. Para 1853 también habían sido nombrados hermanos mayores de la Hermandad del Rocío de Triana y de la de Coria del Río.
El duque de Montpensier y la infanta María Luisa contribuyeron a engrandecer el ajuar de la Virgen. También realizaron donaciones de dinero que se emplearon en distintos conceptos. A mediados del siglo XIX se quisieron sustituir las antiguas andas de madera por otras de plata de ley y donaron cuatro varales. También es muy posible que costeasen dos candelabros para mesa de altar que tienen su escudo heráldico y se conservan en la Parroquia de Almonte.
En 1850 acudían a El Rocío en su fiesta entre 10 000 y 20 000 personas. En 1858 esta cifra era aproximadamente de 40 000.
El 17 de abril de 1852 el cardenal arzobispo de Sevilla Judas Tadeo José Romo y Gamboa aprobó canónicamente unas nuevas reglas de la Hermandad de Almonte.
En 1880 se fundó la hermandad de la ciudad de Huelva.

### SiglosXXyXXI

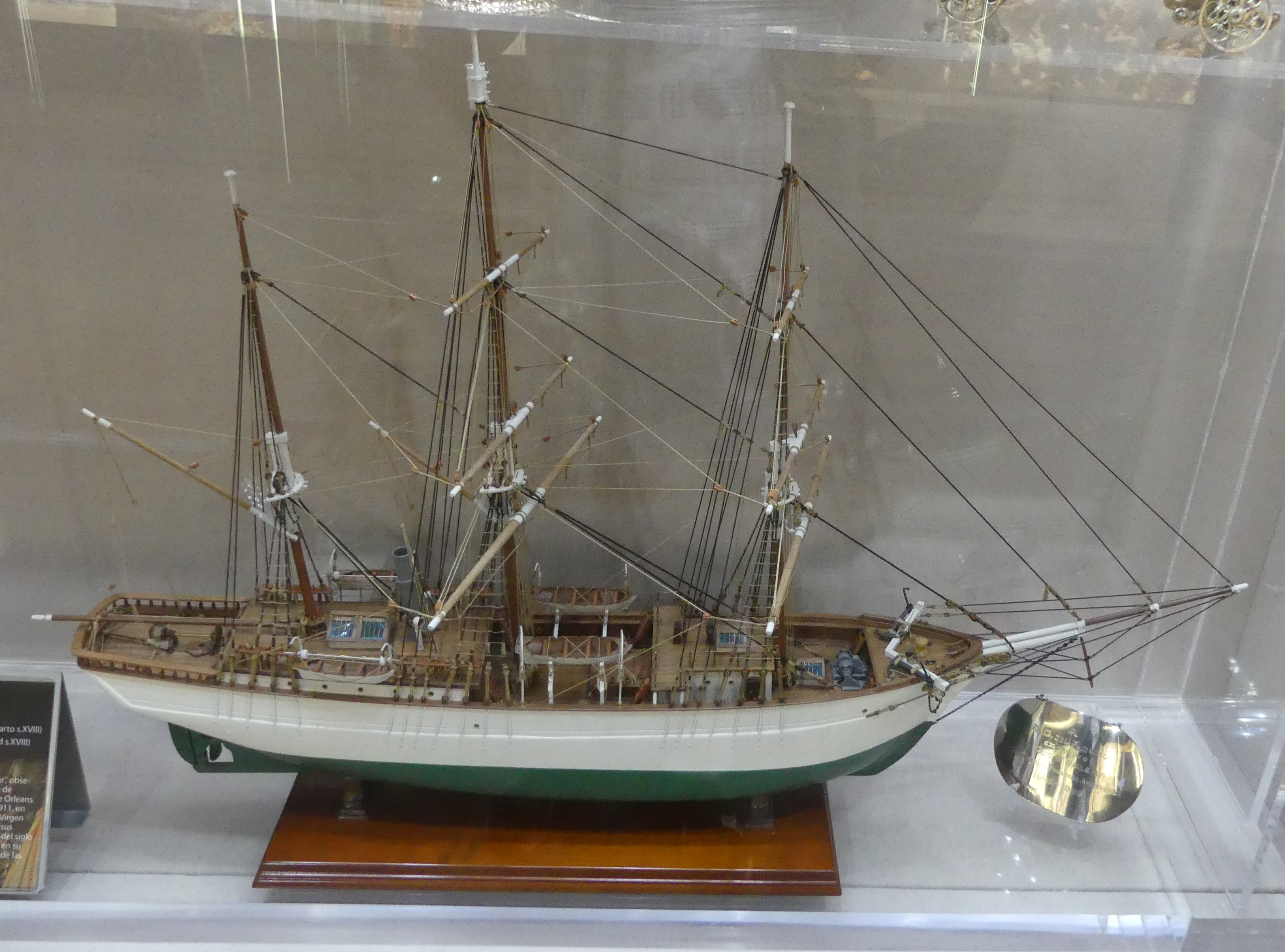
Maqueta de la corbeta Bélgica, con la que el duque de Orleans exploró el Ártico a principios del, donada por él a la Virgen del Rocío como exvoto. Museo Tesoro en interior de la ermita.

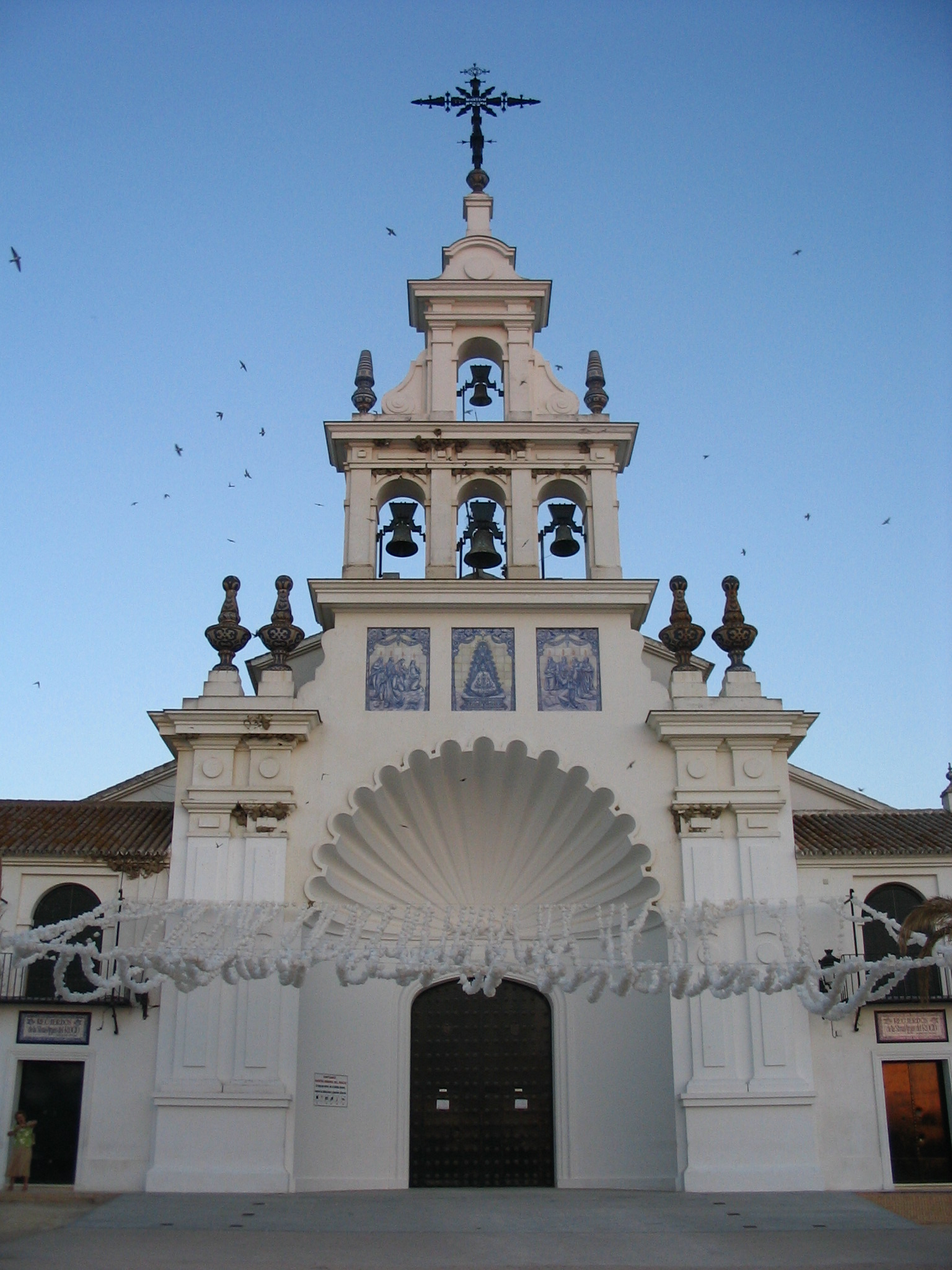
Santuario del Rocío.

Cuando Fernando de Orleans ascendió a alférez de fragata, a comienzos del siglo XX, su madre, la condesa de París, donó dos pequeños barcos de plata como exvotos.
Felipe de Orleans exploró el Ártico en 1905, donde descubrió dos islas, que llamó Villamanrique y Rocío. Donó una pequeña réplica de su corbeta Bélgica como exvoto y una campana procedente de la Iglesia del Pozo Santo de Sevilla.
En 1915 se restauró la ermita, con un coste de 7 827 pesetas. La condesa de París aportó 300 pesetas y el rey Alfonso XIII aportó 200 pesetas.
En 1916 el presbítero de Niebla, Cristóbal Jurado Carrillo, publicó en Lérida un cuento titulado El traje de luces donde un torero llamado Manolillo "el Choquero" habla de la coronación de la Virgen del Rocío. El 25 de mayo de 1918 Juan Francisco Muñoz y Pabón publicó en el periódico sevillano El Correo de Andalucía un artículo titulado La pelota está en el tejado donde hace una alegato a favor de esta coronación. El párroco de la Iglesia del Salvador de Sevilla, Juan Luis Cozar y Lázaro, se sumó a la petición.
En 1918 no existía la diócesis de Huelva y el asunto de la coronación dependía del cardenal arzobispo de Sevilla, Enrique Almaraz Santos. Este creó dos juntas, una masculina dirigida por Juan Francisco Muñoz y Pabón y otra femenina dirigida por María Magdalena Almaraz Santos. El sacerdote José Sebastián y Bandarán se encargó de escribir las preces que se mandaron a Roma.
Se recogieron fondos para la coronación. La condesa de París donó 250 pesetas, el torero Juan Belmonte 500 pesetas, la condesa de Lebrija 13 monedas de oro de 25 pesetas y el sacerdote José Sebastián y Bandarán una onza de oro de Carlos III, entre otras donaciones. La corona que iba a ponérsele a la Virgen fue realizada por Ricardo Espinosa de los Monteros, platero del cabildo catedralicio de Sevilla. Se realizó en oro macizo con todo lo donado y estaba valorada en 100 000 pesetas. Juana Soldán, viuda de Cepeda, y su familia donaron una corona para el niño Jesús que es portado por la Virgen, realizada en oro con perlas y brillantes.
El 11 de agosto de 1918 el papa Benedicto XV otorgó su bula para la coronación. La Virgen del Rocío fue coronada el 8 de junio de 1919 por el cardenal arzobispo Enrique Almaraz Santos en el Real de El Rocío. En 1920 se colocó en este lugar un monumento conmemorativo.
En 1920 la Hermandad Matriz de Almonte fue nombrada Pontificia por la Santa Sede y Real por Alfonso XIII.
Durante la dictadura de Miguel Primo de Rivera se colocó en el Ayuntamiento un azulejo de la Virgen del Rocío y otro del Sagrado Corazón de Jesús. En 1932, durante la Segunda República, el alcalde Francisco Villarán retiró estos azulejos. El 2 de marzo se hizo una procesión en desagravio y hubo episodios de violencia. El alcalde tuvo que abandonar el municipio y el gobierno civil de Huelva tuvo que restablecer el orden. La Virgen del Rocío fue trasladada a Almonte en acto de reparación.
En 1949 se terminaron importantes obras de restauración y mejora de la Parroquia de Almonte y la Virgen del Rocío fue trasladada a la misma al finalizar el Rocío Chico. Desde entonces la Virgen se ha llevado a la Parroquia de Almonte cada siete años, donde permanece un periodo de nueve meses. Realiza este traslado vestida de Pastora.
Entre 1964 y 1969 se construyó una nueva ermita. Su estilo es el regionalismo blanco y fue diseñada por los arquitectos Alberto Balbontín de Orta y Antonio Delgado y Roig. En 2006 fue clasificada como Bien de Interés Cultural, en la categoría de Sitio Histórico.
Sofía de Grecia ha realizado la romería en 1972 y 1984. En 1992 acudió a El Rocío, acompañada del rey Juan Carlos, con motivo de la clausura de un congreso mariano.
La Hermandad Matriz de Almonte ha organizado seis viajes al Vaticano: en 1974, 1988, 1989, 2000, 2009 y 2014. El 14 de junio de 1993 el papa san Juan Pablo II visitó el Santuario de la Virgen del Rocío y dio un discurso.
En 1999 el paso de las hermandades por Villamanrique de la Condesa en dirección a El Rocío se clasificó como Fiesta de Interés Turístico Nacional de Andalucía. La primera hermandad rociera foránea que pasó por Villamanrique fue la de Triana en 1813. En la romería de 2022 pasaron por Villamanrique 61 hermandades.
En 2014 abrió el Museo Tesoro de la Virgen del Rocío, que se encuentra dentro del santuario.
En 2019 el papa Francisco concedió un Año Jubilar en honor a la Virgen del Rocío, que comenzó el 8 de junio de ese año, que era sábado de romería. La Virgen del Rocío fue trasladada a la Parroquia de Almonte el 19 de agosto de 2019 de acuerdo con la tradición de los siete años.
El 14 de febrero de 2020 el rey Felipe VI y su esposa, Letizia Ortiz, fueron a ver a la Virgen del Rocío, que se encontraba entonces en la Parroquia de Almonte.
Debido a la pandemia de COVID-19, no se celebró la romería en 2020 ni en 2021 y la imagen no regresó a su ermita de El Rocío hasta el 29 de mayo de 2022. El Año Jubilar de 2019 fue prorrogado hasta el regreso de la Virgen a la ermita.

## Leyendas

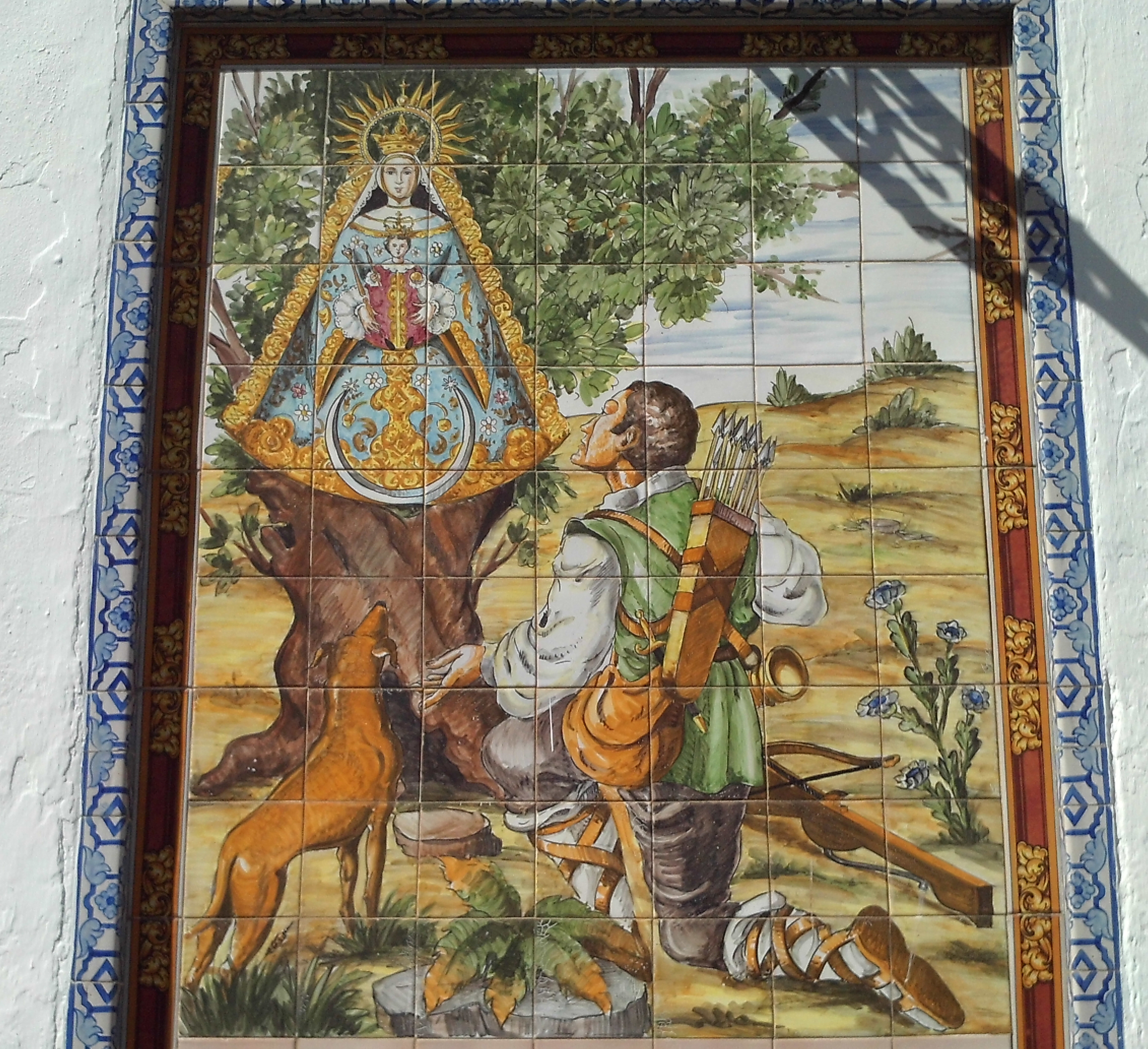
Representación de la leyenda del hallazgo de la Virgen del Rocío. Azulejo en Villamanrique de la Condesa.

Las Reglas de la hermandad Matriz de Almonte de 1758 cuentan la leyenda del hallazgo de la Virgen del siguiente modo:

Entrado el siglo XV de la Encarnación del Verbo Eterno, un hombre que había salido a cazar o apacentaba ganado, hallándose en el término de la Villa de Almonte, en el sitio llamado de La Rocina (cuyas incultas malezas le hacían impracticables a humanas plantas y sólo accesible a las aves y silvestres fieras), advirtió en la vehemencia del ladrido de los perros, que se ocultaba en aquella selva alguna cosa que les movía a aquellas expresiones de su natural instinto. Penetró aunque a costa de no pocos trabajos, y, en medio de las espinas, halló la imagen de aquel sagrado lirio intacto de las espinas del pecado, vio entre las zarzas el simulacro de aquella Zarza Mística ilesa en medio de los ardores del original delito; miró una Imagen de la Reina de los Ángeles de estatura natural, colocada sobre el tronco de un árbol. Era de talla y su belleza peregrina. Vestíase de una túnica de lino entre blanco y verde, y era su portentosa hermosura atractivo aún para la imaginación más libertina.

Hallazgo tan precioso como no esperado, llenó al hombre de un gozo sobre toda ponderación, y, queriendo hacer a todos patente tanta dicha, a costa de sus afanes, desmontado parte de aquel cerrado bosque, sacó en sus hombros la soberana imagen a campo descubierto. Pero como fuese su intención colocar en la villa de Almonte, distante tres leguas de aquel sitio, el bello simulacro, siguiendo en sus intentos piadosos, se quedó dormido a esfuerzo de su cansancio y su fatiga. Despertó y se halló sin la sagrada imagen, penetrado de dolor, volvió al sitio donde la vio primero, y allí la encontró como antes. Vino a Almonte y refirió todo lo sucedido con la cual noticia salieron el clero y el cabildo de esta villa y hallaron la santa imagen en el lugar y modo que el hombre les había referido, notando ilesa su belleza, no obstante el largo tiempo que había estado expuesta a la inclemencia de los tiempos, lluvias, rayos de sol y tempestades.

Poseídos de la devoción y el respeto, la sacaron entre las malezas y la pusieron en la iglesia mayor de dicha villa, entre tanto que en aquella selva se le labraba templo. Hízose, en efecto, una pequeña ermita de diez varas de largo, y se construyó el altar para colocar la imagen, de tal modo que el tronco en que fue hallada le sirviese de peana. Aforándose aquel sitio con el nombre de la Virgen de Las Rocinas.
Libro de reglas de la Hermandad Matriz.

Otra versión de la leyenda añade que la imagen fue hallada por un cazador de Villamanrique de la Condesa llamado Gregorio Medina.
Hay otra leyenda que dice que la imagen tenía escrito en la espalda "Nuestra Señora de los Remedios" y que esa era la advocación original.

## La imagen
Para Manuel Jesús Carrasco Terriza, la imagen puede datarse de entre finales del siglo XIII, para no descartar la hipótesis de Juan Infante Galán, y el año 1335.
En el siglo XIII Alfonso X mandó edificar en el barrio de Triana de Sevilla la Parroquia de Santa Ana. Para el historiador José González Isidoro, la imagen de Santa Ana de Triana, aunque fue restaurada en el siglo XVII por Francisco de Ocampo, tiene similitudes con la Virgen del Rocío.
González Isidoro también establece una semejanza entre la Virgen del Rocío y otras imágenes del siglo XIII y comienzos del XIV como la Virgen de Gracia de Carmona, la del Valle de Écija, la del Castillo de Lebrija, la de Regla de Chipiona o la Santa Ana de Dos Hermanas. El mismo autor también extiende la semejanza a otras imágenes religiosas de fechas más avanzadas del siglo XIV como la Virgen de la Hiniesta Gloriosa de Sevilla destruida en un incendio en 1932, la de la Merced de Jerez de la Frontera, la entronizada del Museo Provincial de Huelva, la del Pajarito de Cumbres de San Bartolomé, la de los Ángeles de Alájar y la de los Milagros de Palos de la Frontera.
En 1882 Alonso Morgado dató a la Virgen del Rocío como de comienzos del siglo XV, haciéndola acorde con la fecha de la leyenda.
En 1949 Santiago Martínez calificó la imagen como de estilo gótico. Según él la cara estaba restaurada, aunque no había sufrido importantes transformaciones:

la escultura es de período gótico perfecto, buena como obra artística, bien conservada de la cintura para abajo, no así el resto, que se encuentra mutilado desgraciadamente por arreglos, tal vez muy remotos, con objeto de darle ciertas formas, para adaptarle las ropas, ráfagas y el Niño [...]. La Virgen está de pie, los plegados y forma del cuerpo están muy bien resueltos en su dibujo y modelado, asomándole entre los pliegues unos chapines pintados de rojo. La decoración que se conserva no está mal en sus sencillos dibujos de dicho estilo gótico [...]. La cara [...] también tiene antigua restauración, conservándose por fortuna todos los rasgos de expresión y modelado de escultura, sin que parezca haber sufrido importantes transformaciones. La encarnación, aunque retocada con seguridad hace muchos años, conserva también lo esencial de la obra antigua

Para Carrasco Terriza, la imagen se adaptó para poderse vestir con ricas telas entre el siglo XVI y principios del XVII, siguiendo la moda de la España de los Austrias. Esto se hizo también con otras imágenes del siglo XIII, como la Virgen de los Reyes de la Catedral de Sevilla.
Según Alonso Morgado la imagen de la Virgen mide algo más de un metro.
La Virgen lleva una imagen del Niño Jesús en su mano izquierda. El Niño Jesús no guarda relación estilística con la Virgen, por lo que puede datarse como muy posterior.
Viste de reina con media luna bajo los pies, aunque en los traslados a Almonte es vestida de pastora.

## Romería del Rocío

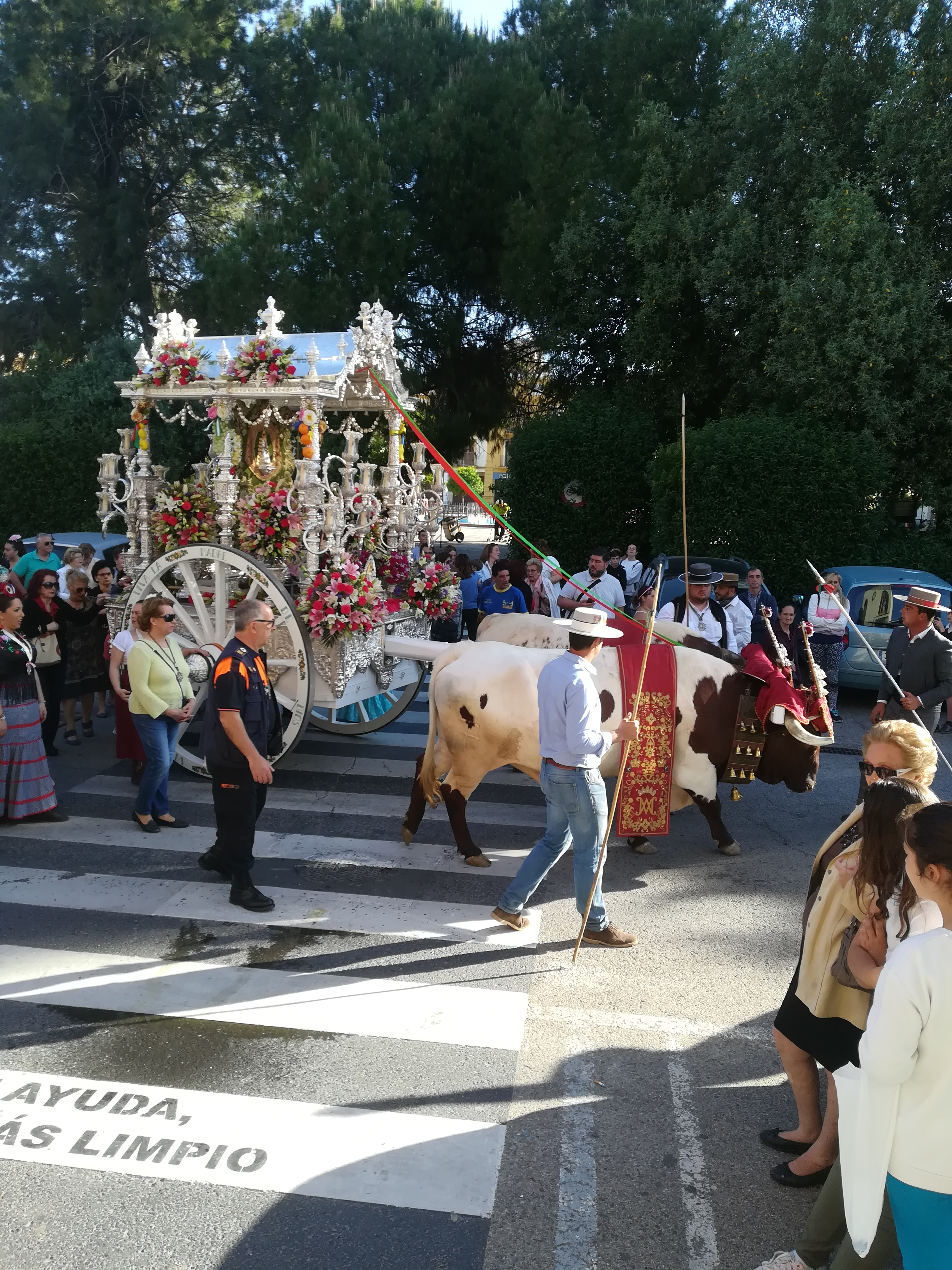
Carreta con el simpecado de la Hermandad del Rocío de San Juan de Aznalfarache, tirada por bueyes.

Antes de la romería, muchas hermandades organizan pregones y sacan carteles propios.
Para el camino, muchos particulares utilizan remolques preparados para este momento llamados carriolas. Otros emplean carretas como las de labor, que son cubiertas y embellecidas. También los hay que hacen el camino en todoterrenos, coches de caballos, a caballo o andando.
El día de la salida, la hermandad celebra una misa. Luego suben un su estandarte con la Virgen del Rocío, conocido como simpecado, en una carreta en la que realizará el camino. La carreta del simpecado suele ir tirada por bueyes que tienen sus cabezas adornadas con frontiles o bien por mulos.
La primera hermandad en llegar a la aldea de El Rocío es la Hermandad de Almonte, que recorre los 15 kilómetros que hay desde el núcleo urbano de Almonte por el camino de los Llanos. Luego se dedica a esperar en la aldea al resto de hermandades.
Las hermandades de la provincia de Cádiz pasan por Sanlúcar de Barrameda y cruzan el río Guadalquivir para adentrarse en Doñana.
De la ciudad de Sevilla salen seis hermandades filiales.
Muchas hermandades de la provincia de Sevilla que se encuentran en el lado oriental del río Guadalquivir, como las de Dos Hermanas y Los Palacios, tienen que cruzar el río en la barcaza de Coria del Río.
Muchas hermandades de la provincia de Sevilla pasan por el vado del río Guadiamar, en la finca de Quema, en el municipio de Aznalcázar. El ayuntamiento colocó un templete con una imagen de la Virgen del Rocío donde se para cada simpecado antes de cruzar el río.
En la actualidad 61 hermandades pasan por Villamanrique de la Condesa. Son recibidas por la hermandad de este municipio. Los simpecados suben los siete escalones que separan la plaza de España de la puerta de la Parroquia de Santa María Magdalena y algunas hermandades, como la de Triana, entran en el palacio de la condesa de París, que está cerca de la parroquia.
Pasado Villamarique, algunas hermandades recorren la Raya Real, que son dos cortafuegos. A la mitad de este camino se encuentra el Palacio del Rey, donde muchas hermandades pasan la noche. Otras hermandades pasan por el camino de Hinojos. Los dos caminos confluyen en el Puente del Ajolí, que cruza el arroyo de Santa María.
Muchas hermandades de la provincia de Huelva van por el camino de Moguer.
Una vez en la aldea, los simpecados se presentan ante la puerta principal de la ermita, donde hay una representación de la Hermandad de Almonte. Desde 2013, ante el gran número de hermandades, esta presentación se divide en dos días: el viernes y el sábado.
La mañana del domingo de Pentecostés tiene lugar una misa pontifical en el Real de El Rocío, que suele ser oficiada por el obispo de Huelva. Asisten romeros con todos los simpecados y cada año canta en ella un coro distinto. Por la tarde tiene lugar la conocida como misa de coheteros, tamborileros y carreteros. A medianoche se reza el rosario con las hermandades en la plaza de Doñana, presidido por el simpecado de la Hermandad de Almonte.
Cuando el simpecado de la Hermandad de Almonte entra en el santuario, los almonteños saltan la reja que rodea el altar mayor y cogen las andas de la Virgen del Rocío para sacarla en procesión. Nunca hay una hora determinada y la procesión se prolonga hasta bien entrado el mediodía de Pentecostés.

## Rocío Chico
El documento original del siglo XIX que relataba los hechos sucedidos en Almonte durante la Guerra de la Independencia se perdió cuando la Parroquia de Nuestra Señora de la Asunción de Almonte fue incendiada por grupos anticlericales el 21 de julio de 1936. No obstante, el texto ha llegado hasta nosotros porque fue transcrito previamente Lorenzo Cruz de Fuentes en su obra Documentos de las Fundaciones Religiosas y Benéficas de la Villa de Almonte y Apuntes para su Historia, de 1908.
En 1808 las tropas francesas entraron en España. El 11 de enero de 1809 la Virgen del Rocío fue trasladada desde su ermita a la parroquia de Almonte.
Los franceses amenazaron con poner cerco a la villa de Almonte si no juraba lealtad al nuevo rey, José I Bonaparte. El 12 de febrero de 1810 los regidores municipales y el párroco tuvieron que ir hasta La Palma del Condado para prestar juramento al nuevo rey ante el comandante de la columna móvil de la provincia.
Unos días después, Próspero Luis de Arenberg mandó a Almonte a un emisario para reclutar tropas y obtener también caballos. Los almonteños apresaron al emisario, pero viendo que los franceses se estaban apoderando de todo el entorno decidieron liberarlo pidiéndole que no dijera nada de lo sucedido. El emisario contó todo a sus superiores y Arenberg reaccionó mandando a Almonte una expedición de castigo con cien dragones (esto es una unidad militar de caballería). Los almonteños pudieron librarse porque acordaron aportar hombres y caballos.
Durante el tiempo que duró la ocupación francesa Almonte tuvo que suministrar manutención a las tropas invasoras con celeridad, bajo amenazas, llegando hasta a quedarse sin grano.
Los franceses instalaron su cuartel en el número 7 de la calle de El Cerro, en la casa solariega de la familia Cepeda.
En 1810 los franceses fundaron en el pueblo una Milicia Cívica. El encargado de organizarla fue el coronel Mateau, pero ante la negativa de los almonteños a colaborar con él, los invasores enviaron al capitán Pierre D'Ossaux. Lo primero que hizo el capitán fue intentar reclutar a todos los varones de la villa que tuvieran entre 15 y 60 años. La noche del 16 de agosto el alcalde recibió la orden de D'Ossaux para formar la Milicia Cívica a la mañana siguiente. En este contexto, los almonteños rezaron a su patrona, la Virgen del Rocío.
El 17 de agosto 39 patriotas almonteños se rebelaron y atacaron a las tropas napoleónicas en la villa, que eran un total de 88 hombres más el capitán y el comandante de los gendarmes. Empezaron atacando a los soldados franceses en las calles y luego se dirigieron a su cuartel. El resultado fue la muerte de cinco franceses y del capitán D'Ossaux, quedando prisioneros el resto.
Una Real Orden dada en Sevilla el 5 de febrero de 1810 decía que todos los pueblos serían responsables de las muertes de militares que tuvieran lugar en sus demarcaciones. En virtud de esto, cuando el mariscal Jean-de-Dieu Soult se enteró de lo sucedido en Almonte mandó a la caballería a esta población para arrasarla.
La caballería enviada por Soult llegó el 18 de agosto. El contingente francés citó a los representantes municipales y eclesiásticos de la villa, que fueron detenidos, insultados y amenazados de muerte. Durante su detención, rezaron a la Virgen del Rocío.
Llegado el 19 de agosto, no pudieron arrasar Almonte porque para ello necesitaban que llegasen 800 soldados de infantería que no pasaron del cercano municipio de Pilas. El ejército francés se limitó a llevarse al alcalde y al vicario parroquial. El vicario fue liberado en Hinojos.
El 16 de agosto de 1813, liberada ya la región, el Ayuntamiento, la Parroquia y la Hermandad Matriz hicieron un voto formal para pasar la madrugada del 19 de agosto en El Rocío y para realizar a la mañana siguiente una misa solemne en la ermita, todo ello en acción de gracias a la Virgen del Rocío.
El Reglamento de Régimen Interno de la Hermandad Matriz de Almonte, en vigor desde 2003, ordena la realización de un triduo en el santuario de El Rocío, con rezo del rosario, los días 16, 17 y 18 de agosto. También establece el 18 de agosto una procesión por la aldea con rezo del rosario cantado. Finalmente, el 19 de agosto se establece una misa en el santuario en cumplimiento del voto, con una lectura de un texto sobre lo sucedido en la Guerra de la Independencia y con una procesión del Santísimo Sacramento en torno al santuario. Estos actos son conocidos como el Rocío Chico.
En 1913 se celebró el primer centenario del Rocío Chico. Para ello, se elaboró un programa de fiestas que fue distribuido en Almonte y en pueblos vecinos. El 18 de agosto de ese año tuvo lugar una recepción de las hermandades rocieras, el rezo del rosario y la salve. El 19 de agosto tuvo lugar el descubrimiento de una lápida conmemorativa, una misa, una renovación del voto, el Te Deum y una procesión.
El 25 de septiembre de 1913 se publicó en Huelva Recuerdo del Primer Centenario de El Rocío Chico escrito por un almonteño, un libro de 46 páginas escrito por Lorenzo Cruz de Fuentes que tuvo una tirada de 1 000 ejemplares. Este es el primer libro sobre El Rocío escrito por un almonteño del que hay constancia.
El 16 de septiembre de 2011 la Hermandad Matriz solicitó un Año Jubilar que coincidiese con el bicentenario del Rocío Chico.
El domingo 27 de mayo de 2012, al finalizar la misa de la romería, el obispo de Huelva, en presencia del cardenal arzobispo de Barcelona y del obispo de Asidonia-Jerez de la Frontera, anunció que el papa Benedicto XVI concedía el solicitado Año Jubilar a los que visitasen el santuario entre el 15 de agosto de 2012 y el 8 de septiembre de 2013.

## Hermandad Matriz de Almonte y filiales
En el siglo XVIII consta que existían, además de la Hermandad Matriz de Almonte, las de Villamanrique de la Condesa, Pilas, La Palma del Condado, Moguer y Sanlúcar de Barrameda.
La Hermandad Matriz de Almonte se encarga, entre otras cosas, de vestir a la imagen.
En el siglo XIX se fundaron cuatro hermandades: Triana (1813), Umbrete (1814), Coria del Río (1849) y Huelva (1880).
La mayor parte de las hermandades filiales se fundaron en el siglo XX. Entre 1934 y 1936, en plena Segunda República, se fundaron ocho nuevas hermandades. En la década de 1960 se crearon 37, incluidas las constituidas por inmigrantes andaluces en Madrid y Barcelona. Solo entre 1971 y 2005 se han fundado 69 hermandades filiales.
En 2019 pasó a ser hermandad filial la de Linares, erigida canónicamente en 2006. Es la número 125. En 2025 pasaron a ser filiales las hermandades de Montequinto, fundada en 1995, como la número 126 y de Torremolinos, fundada en 2011, como la número 127.
La Hermandad del Rocío de Bruselas, constituida en 1996 como asociación de fieles, fue nombrada hermandad filial en el 2000 y es la única filial fuera de España. Acude todos los años a El Rocío.

## Hermandades no filiales y asociaciones fuera de España
Hay hermandades rocieras en Mérida (Venezuela), así como en San Juan y Venado Tuerto (Argentina).
Hay asociaciones rocieras en: Adelaida (Australia); Ayacucho, Santa Fe y Rosario (Argentina); La Paz (Bolivia); y San Juan (Puerto Rico).
En Los Ángeles (Estados Unidos) la Hermandad de las Américas de Nuestra Señora del Rocío (Brotherhood of the Americas of Our Lady of Rocio) organiza su propia romería rociera.
La Casa de Andalucía de Curitiba (Brasil) celebra el Rocío.

## Otras imágenes con la misma advocación
En Paranaguá (Brasil) hay una imagen de la Virgen del Rocío que, se dice, se encontró en 1648 en las orillas de la bahía de la región. Desde 1813 es el centro de una peregrinación.
La primera hermandad de penitencia en otorgar la advocación de Rocío a una imagen tuvo lugar en Málaga la Cofradía del Rocío Hermandad Sacramental del Rocío rinde culto a imagen de la Virgen desde 1928. La actual imagen fue realizada en 1935 por Pío Mollar Franch goza de gran devoción y es conocida como la Novia de Málaga. Fue coronada canónicamente en 2015.
En Sevilla, la Hermandad de la Redención, hermandad de penitencia fundada en 1955, tiene una Virgen Dolorosa bajo la advocación del Rocío. La imagen fue realizada ese año por Antonio Castillo Lastrucci.
En Vélez Málaga, la Cofradía de Nuestro Padre Jesús en su Triunfal Entrada en Jerusalén incorpora a la imagen de María Santísima del Rocío en 1981. Vestida completamente de blanco, replica en su iconografía a la imagen de la Virgen del Rocío de la capital malagueña.
En Melilla hay una hermandad del siglo XX que tiene como titulares a Jesús Cautivo de Medinaceli y a la Virgen del Rocío. Esta hermandad organiza su propia romería en Pentecostés a los pinares melillenses de Rostrogordo con un estandarte de la Virgen del Rocío en una carreta.